# 宁夏回族自治区经济

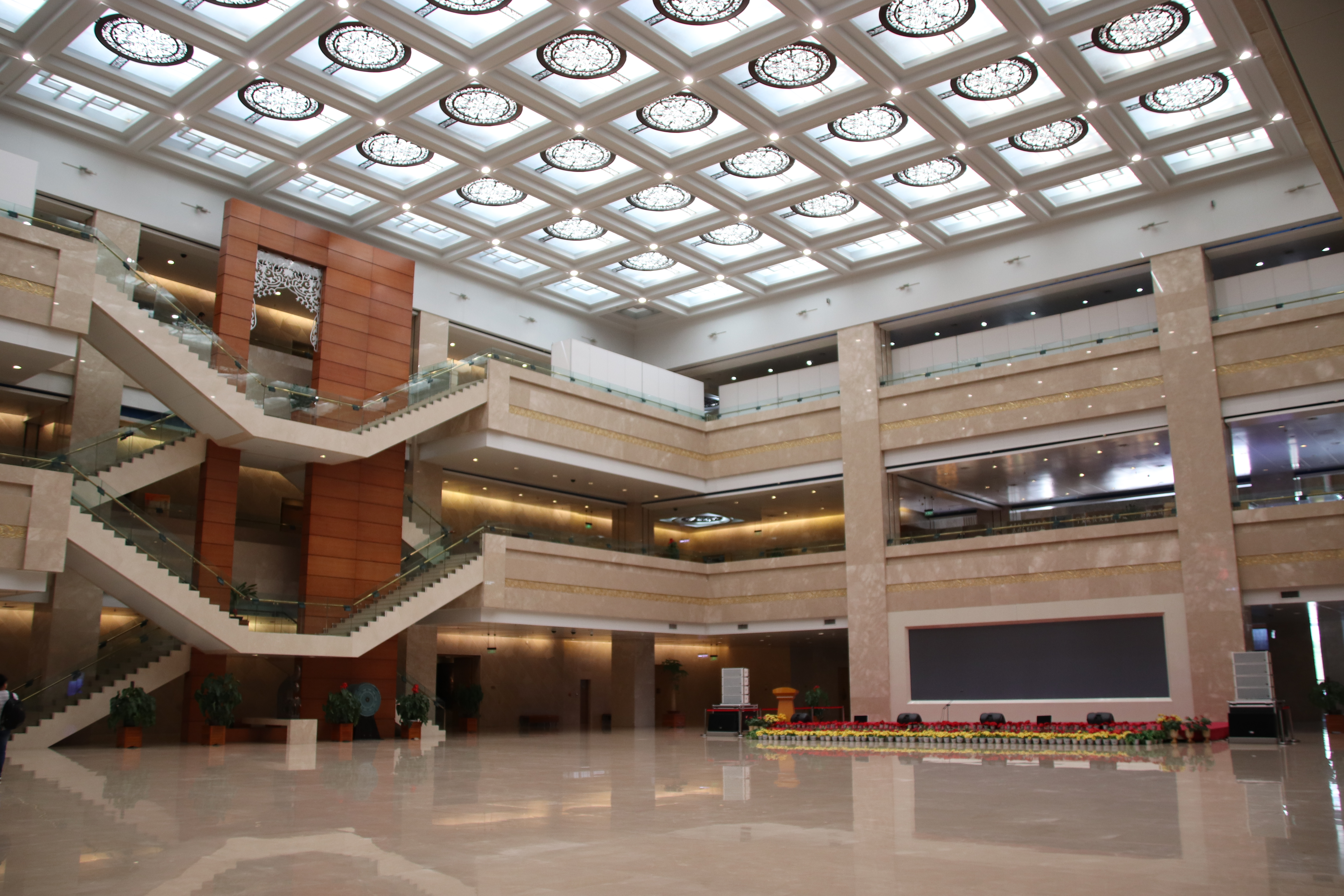
寧夏博物館

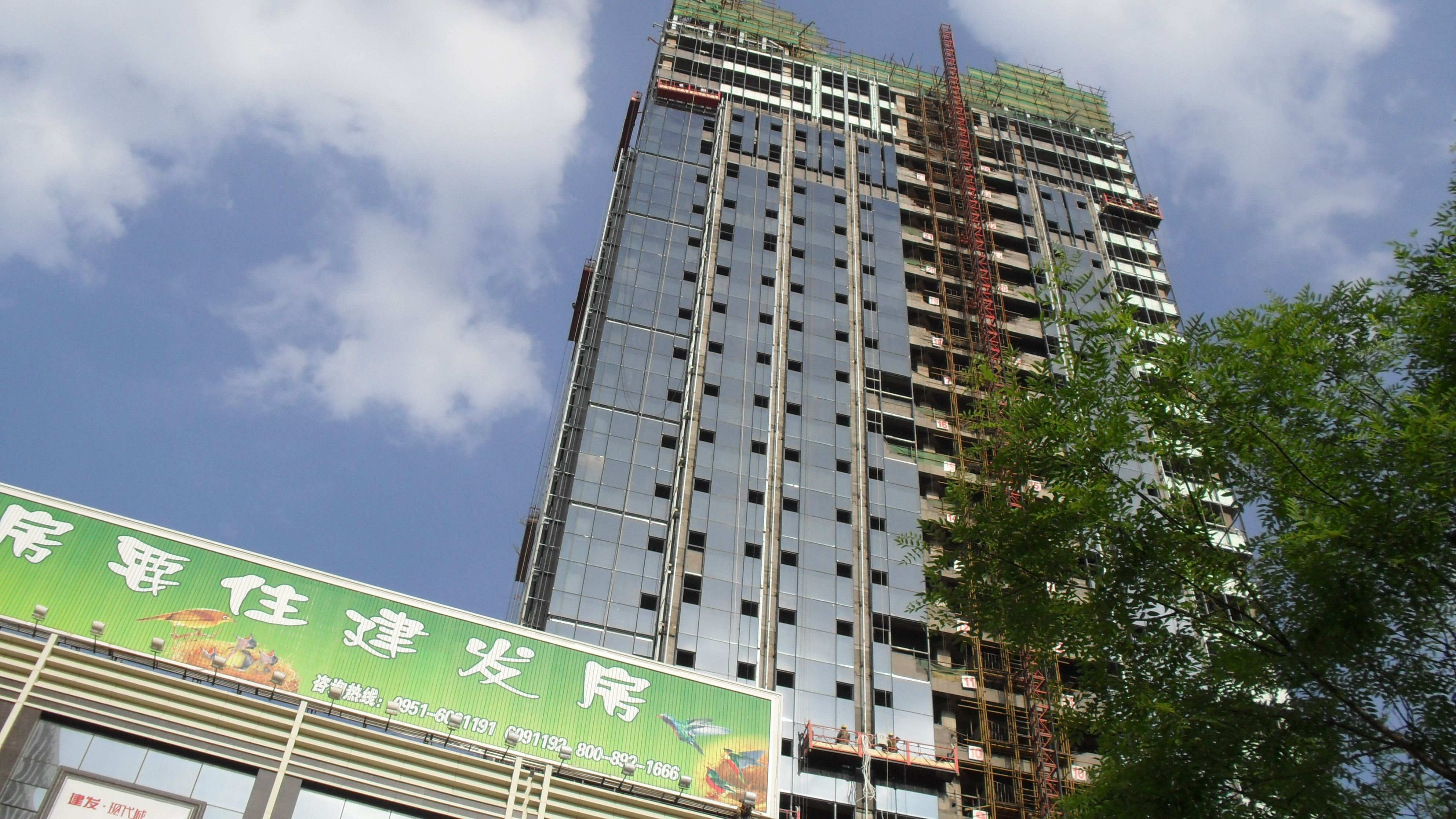
銀川建設中的大樓

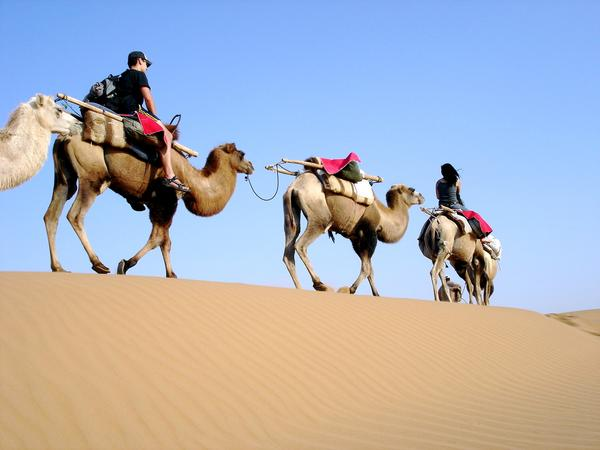
駱駝探險的觀光業

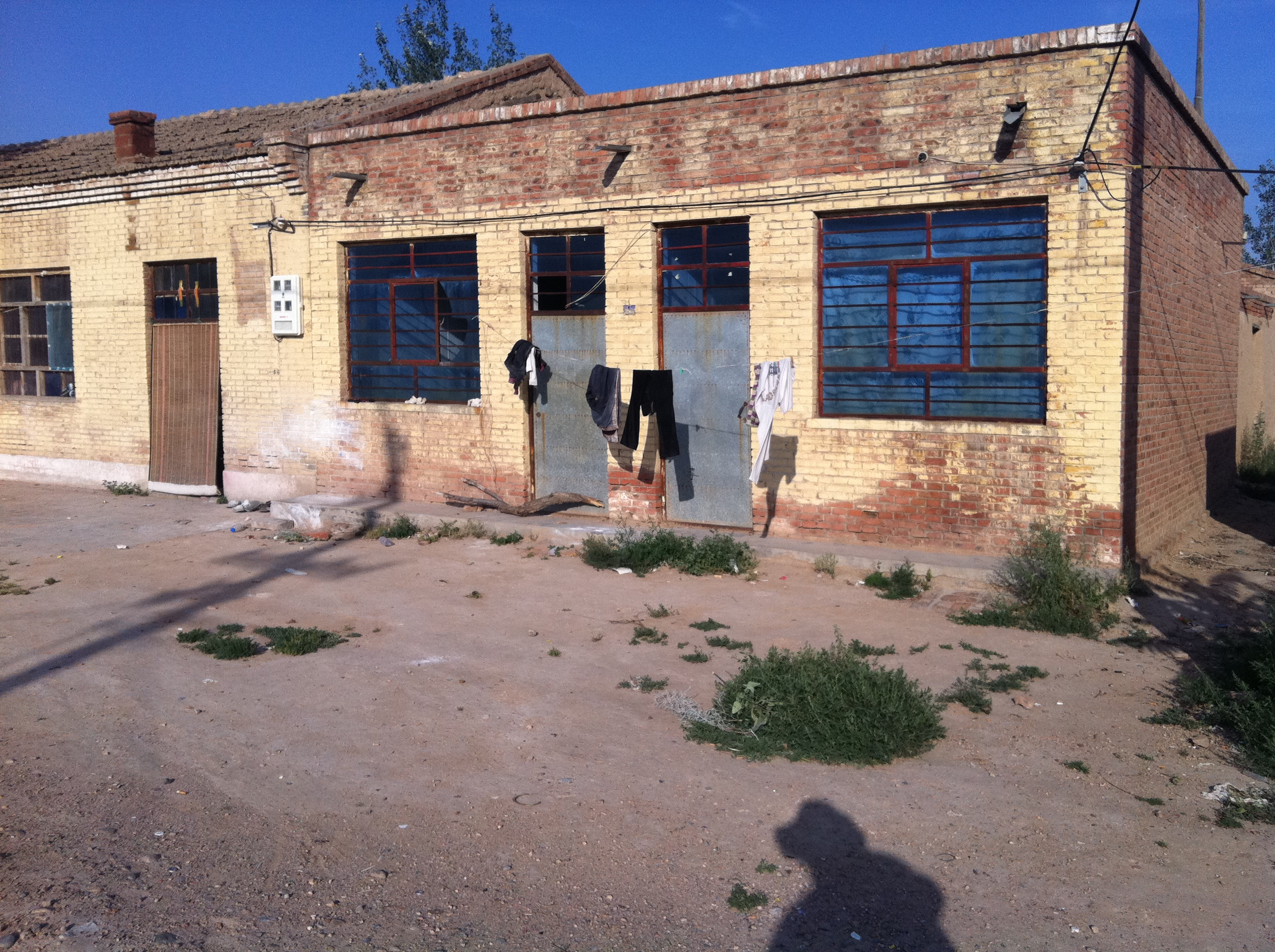
鹽池縣貧困村

宁夏经济指中华人民共和国宁夏回族自治区的经济。

## 概况
在中国大陆的省市中，宁夏的经济发展状况较为落后，由于天然条件恶劣宁夏拥有著名贫困区西海固。与其他省市区的经济发展相比，宁夏属于中等发展速度的省级行政区；第二产业在区经济中所占比重较大；人均GDP属于中等偏后。1979-2007年29年，按绝对数比较，2007年宁夏GDP总量为1978年的64.17倍；按不变价格推算（以同期全国平均物价水平为基准），GDP年平均增长率9.5％，低于同期全国9.8％的平均水平，年均增长率次于山西、安徽等15个省份居16位。1995年，宁夏GDP总量正式超过青海稳居第29位。

## 经济数据
2007年，宁夏GDP总量（最终核实数）达到834.16亿元，与上年相比增幅达到13.9％，GDP占全国总量的0.31％；其中第一产业97.9亿元，占GDP比重11.74％；第二产业420.28亿元，占50.38％；第三产业315.98亿元，占37.88％；人均GDP为13,743元，次于陕西、青海等22省市区居第23位。经济结构中，二、三产业占有较大比重。以2007年为例，二产业占GDP比重次于江西、内蒙等14省区居全国第15位，三产业占GDP比重次于云南、甘肃等17省居第18位。
2010年，宁夏GDP总量达到1,643.41亿元，位居全国第廿九位，比上年增长13.5％。分产业看，第一产业完成增加值160.28亿元，增长7.0％；第二产业完成增加值833.16亿元，增长16.0％，第三产业完成增加值649.97亿元，增长11.6％。按年平均人口计算，人均GDP达到26860元，居全国第十七位。
2020年宁夏全区实现生产总值3920.55亿元，按不变价格计算，比上年增长3.9%。其中，第一产业增加值338.01亿元，增长3.3%；第二产业增加值1608.96亿元，增长4.0%；第三产业增加值1973.58亿元，增长3.9%。第一产业增加值占地区生产总值的比重为8.6%，第二产业增加值比重为41.0%，第三产业增加值比重为50.4%，比上年提高0.2个百分点。

## 农业
2020年宁夏全区粮食种植面积1018.75万亩，全区粮食总产量380.49万吨，全区蔬菜产量568.61万吨，全区肉类总产量33.77万吨，
枸杞是宁夏重要的经济作物，相关产业较为发达，特别是在宁夏中宁，全县30多万人口中，枸杞产业的参与者就有12万人，并开设枸杞产业博览会等进行推广销售，是当地重要的支柱产业。